# André Chantemesse
André Chantemesse, född 13 oktober 1851 i Le Puy-en-Velay, departementet Haute-Loire, död 24 februari 1919 i Paris, var en fransk hygieniker och bakteriolog. 

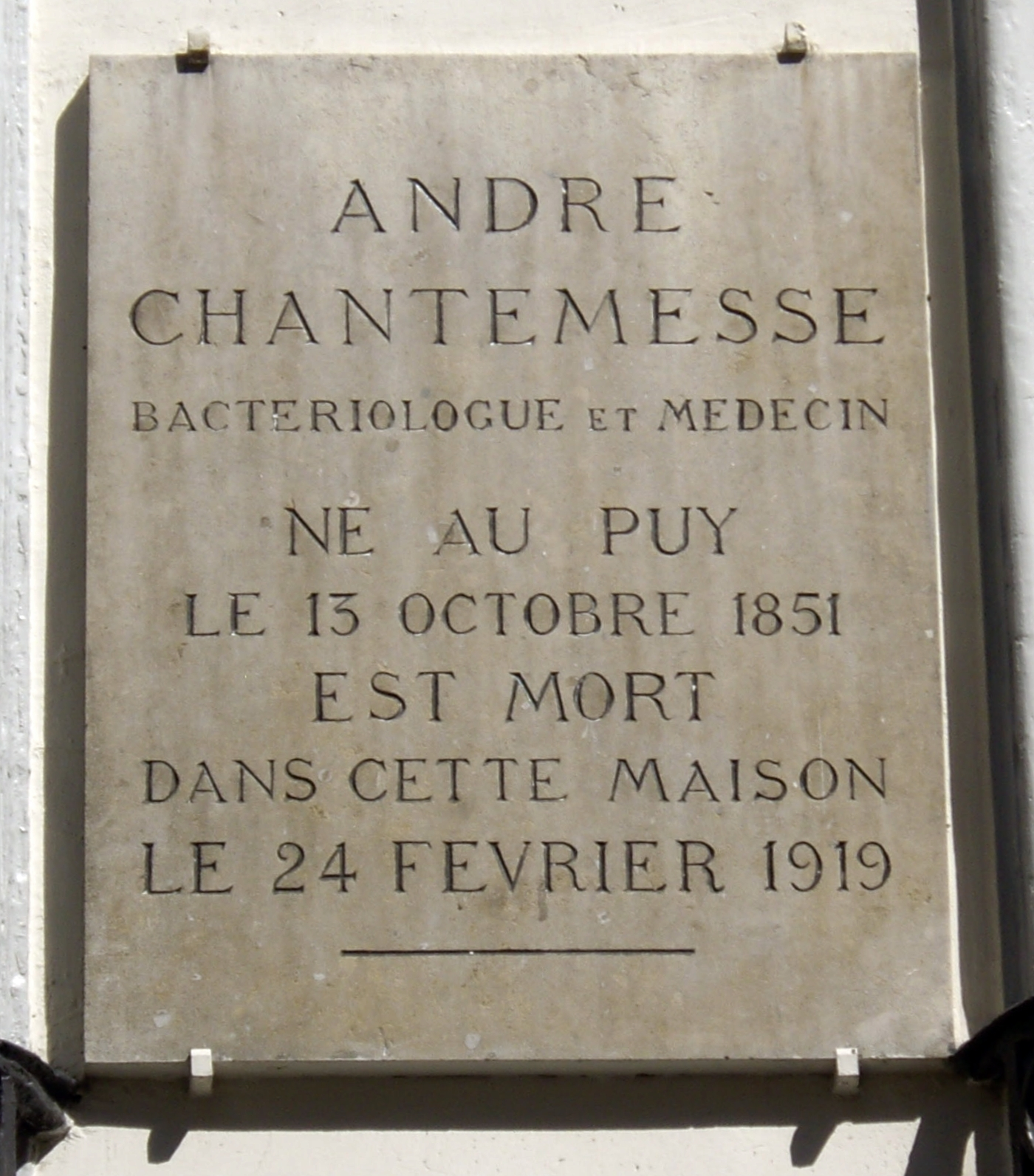
Minnestavla vid Chantemesses bostad på 30 Rue Boissy-d'Anglas i Paris.

Chantemesse var professor vid medicinska fakulteten i Paris, först i experimentell patologi, därefter (1898) i hygien samt blev generalinspektör över den offentliga hälsovården 1903, sedermera teknisk sanitär rådgivare hos inrikesministern. 
Chantemesse utförde en mängd vetenskapliga undersökningar och utredningar rörande offentlig hälsovård. Hans epidemiologiska arbeten om de exotiska sjukdomarna, kolera, gula febern, dysenteri och pest, fick stor praktisk betydelse som underlag för det franska karantänsväsendets anordnande. 
Chantemesses mest kända bakteriologiska arbeten gäller tyfoidfebern och utkom 1886–1907. Han hade funnit, att sera av djur, som ympats med tyfusbakterier, skyddade andra djur mot infektioner med samma bakterier. Han behandlade sedan med framgång tyfoidsjuka människor med dylikt serum från hästar. Andra forskare erhöll dock icke lika gynnsamma resultat. Han torde ha varit en av de första uppslagsgivarna till den profylaktiska ympning med dödade tyfoidbakterier till skydd mot tyfoidfeber, vilken kom till största användning i härarna under första världskriget.